# Dick Turpin
Richard Turpin (n. 21 septembrie/2 octombrie 1705, Hempstead⁠(d), Uttlesford, Anglia, Regatul Unit – d. 7/18 aprilie 1739, Knavesmire⁠(d), Regatul Unit) a fost un tâlhar englez de drumul mare, ale cărui aventuri au fost romanțate după executarea lui în York pentru furt de cai. Turpin ar fi urmat meseria de măcelar a tatălui său, dar, pe la începutul anilor 1730, s-a alăturat unei bande de hoți a devenit, și, mai târziu, braconier, spărgător, hoț de cai și criminal. El este, de asemenea, cunoscut pentru o cursă nocturnă fictivă de 200 de mile (320 km) de la Londra la York pe calul său, Black Bess, o poveste care a fost făcut celebră de romancierul victorian William Harrison Ainsworth la aproape 100 de ani după moartea lui Turpin.
Implicarea lui Turpin  în delictul cu care el este cel mai des asociat — jaful la drumul mare — a fost urmată de arestarea celorlalți membri ai bandei sale în 1735. Apoi a dispărut din atenția publică spre sfârșitul acelui an, doar pentru a reapărea în 1737 cu doi noi complici, dintre care unul a fost împușcat accidental și ucis. Turpin a fugit de la locul faptei și la scurt timp după aceea a ucis un bărbat care a încercat să-l captureze. Mai târziu în acel an, s-a mutat la Yorkshire și și-a luat numele de John Palmer. În timp ce era cazat la un han, magistrații locali au devenit suspecți cu privire la „Palmer” și au făcut cercetări cu privire la modul său de viață. Suspectat a fi hoț de cai, „Palmer” a fost închis în Castelul York, pentru a fi judecat la ședință a tribunalului. Adevărata identitate a lui Turpin adevărata a fost dezvăluită într-o scrisoare pe care a scris-o cumnatului său din celula sa din închisoare și care a căzut în mâinile autorităților. Pe 22 martie 1739, Turpin a fost găsit vinovat pentru două acuzații de furt de cai și condamnat la moarte; el a fost executat pe 7 aprilie 1739.
Turpin a devenit subiect de legendă după execuția lui, romanticizată ca elegantă și eroică în baladele engleze și teatrul popular din secolele al XVIII-lea și al XIX-lea și în film și televiziune în secolul al XX-lea.